# Второстепенные планеты мира Полудня
В романах братьев Стругацких, посвящённых миру Полудня, упоминается ряд планет, которые так или иначе остаются без подробного описания (в отличие, скажем, от Саракша или Арканара). Тем не менее, некоторая информация о них всё же имеется. В поздних произведениях цикла они объединяются термином «периферия». Также в эту статью добавлены другие небесные тела Мира Полудня, такие как спутники, астероиды и космические станции.

## Планеты

### Владислава
Владислава была первой планетой (не считая Марса), где были обнаружены следы деятельности Странников (два искусственных спутника Владя (Игрек-один) и Слава (Игрек-два), а также заброшенный город на поверхности планеты). Кроме того, планета знаменита своей бурной атмосферой, которую сумел покорить непогрешимый Леонид Горбовский и космонавт первой волны освоения космоса Кондратьев. Несмотря на турбулентность атмосферы, на планете есть низшая белковая жизнь. Владислава расположена в системе голубой звезды ЕН-17.

### Гаррота
Гаррота — родная планета слизней Гарроты, негуманоидной разумной расы, которая приняла землян и все их технологические достижения за продукт собственного воображения. И планета, и её обитатели крайне лаконично описываются в романе «Малыш».

### Гиганда
Гиганда — одна из планет, населённых людьми, чей технологический уровень примерно равен уровню Саракша (и, предположительно, уровню развития Земли середины XX века — исключая идею коммунизма и наличие государств с соответствующей идеологией). В течение длительного времени две сверхдержавы планеты, герцогство Алайское и Империя, вели кровопролитную разрушительную войну, которую удалось завершить лишь благодаря действиям земных прогрессоров в 2177 году. Судя по всему, ни одна из держав ещё не обладала ядерным оружием.
Во время прогрессорской операции один из курсантов школы спецназа герцогства Алайского (см. Гаг) был спасён во время боя и перевезён на Землю. Вернулся домой, принудив Корнея Яшмаа изготовленным кустарным автоматом посадить его на звездолёт.

### Кала-и-Муг
Кала-и-Муг («Крепость Магов»), она же «парадоксальная планета Морохаси». На ней находился лагерь следопытов-ксеноархеологов «Хиус», которые вели здесь поиск следов цивилизации «Оборотней». Упоминается в повести «Волны гасят ветер».

### Ковчег
Ковчег — вымышленная планета, описанная братьями Стругацкими в повести «Малыш» и принадлежащая к созданному ими миру Полудня. Ковчег представляет собой мир, очень схожий с Землёй во всех отношениях, кроме биосферы, которая полностью отсутствует: к примеру, океаны планеты совершенно пусты (ни рыбы, ни водорослей, ни водных млекопитающих), несмотря на их полную пригодность к органической жизни.
Планета Ковчег (тогда ещё безымянная) была выбрана прогрессорами в качестве нового места обитания пантиан, чья родная планета оказалась под угрозой глобальной природной катастрофы. Название планеты (как и всей прогрессорской операции) было дано в честь библейского ковчега, построенного Ноем. Изначально планировалось постепенно «дорастить» биосферу Ковчега до уровня Панты, а затем разом перебросить на новую планету всех пантиан, которые, учитывая низкий уровень их технологий, не должны были ничего заподозрить. Однако этот план был отменён сразу же после открытия на Ковчеге местной разумной жизни.
Никакой информации о том, как завершилась (и завершилась ли вообще) операция «Ковчег», начатая в 2160 году, нет. Упоминается запланированная операция «Ковчег-2», однако никаких подробностей о ней не сообщается.
Обитатели
Местная цивилизация Ковчега не менее загадочна, чем Странники, ибо никаких официальных контактов между ней и Землёй установлено не было, несмотря на то, что негуманоиды использовали посредника-землянина, чтобы потребовать от работающих на планете прогрессоров немедленно её покинуть. Посредником этим стал Пьер Семёнов, тринадцатилетний землянин, чьи родители погибли в 2147, когда космический корабль «Пилигрим» был сбит над Ковчегом древним боевым спутником Странников. Сам Пьер выжил только благодаря помощи, оказанной негуманоидами Ковчега. При этом Пьер Семенов даже не подозревал о существовании негуманоидов на Ковчеге.
Несмотря на продолжительные переговоры негуманоидов с людьми, никаких дальнейших попыток закрепить контакт с Землёй они не предприняли.

### Лу
Планета упомянута в повести «Жук в муравейнике». Известно лишь то, что на ней действовал как минимум один Прогрессор, следовательно, планета населена гуманоидами.

### Леонида
Леонида — родная планета леонидян, гуманоидной разумной расы, живущей в полном симбиозе с биосферой планеты. Леонида расположена в системе ЕН-23, её единственный спутник зовётся Пальмирой, а сутки на Леониде длятся чуть дольше, чем 27 земных часов. Судя по всему, это была первая планета с похожим на земной климатом, приемлемая для жизни людей. Существует предположение, что планета была названа в честь её первооткрывателя, Леонида Горбовского.
Леонидяне — гуманоиды, как и люди, однако, как правило, ниже их ростом. Язык леонидян созвучен собачьему лаю (в повести «Малыш» Комов произносит фразу на одном из наречий Леониды).
Термин «технологические достижения» мало применим к цивилизации леонидян, так как их понимание «технологии» в корне отличается от понимания её людьми или, скажем, тагорянами. К примеру, известно, что они уже много веков существуют в полном симбиозе со всеми основными формами флоры и фауны Леониды.
Так, к примеру, леонидяне научились летать на птицах, с помощью биотехнологий уничтожили на своей планете паразитов вроде комаров. Генной инженерией (предположительно) они создали животных, похожих на земных бегемотов, только с сосками, выделяющими липовый мёд.

### Надежда
Надежда — также одна из планет, населённых людьми, чей технологический уровень приблизительно равен Земле двадцатого века. Приблизительно в 2133 году по летоисчислению Земли на планете произошла глобальная экологическая катастрофа (скорее всего, техногенная — Лев Абалкин описывает в отчёте планету как огромную свалку), в результате которой началась эпидемия некой генетической болезни. Все обитатели планеты начинали стареть с неестественной скоростью: до достижения 12 лет ребёнок развивается как обычно, затем начинается резко ускоренное взросление и старение, к 20 годам большинство становится глубокими стариками. Странники эвакуировали большую часть населения Надежды в неизвестном направлении, используя какой-то доработанный вариант нуль-Т. Некоторые люди решили остаться, несмотря даже на то, что Странники начали проводить их принудительный вывоз (путём создания сети изощрённых ловушек, особенно для детей). В 2163 г. на Надежде проводилась операция «Мёртвый мир», участие в которой принимали голован Щекн-Итрч и Лев Абалкин.

### Пандора
Пандора — популярный курорт планетарного масштаба. Большая часть её покрыта джунглями, полными опасной неземной фауной вроде ракопауков и тахоргов, на которых обожают охотиться молодые любители острых ощущений с Земли. На планете находятся плантации закваски Пашковского — сырья для производства на деликатесных комбинатах Земли знаменитых «алапайчиков».
Небо Пандоры послужило также полигоном для экспериментов голованов, когда люди передали им часть своих знаний о космических кораблях в ходе операции «Голован в космосе», которая упоминается в отчёте Льва Абалкина в произведении «Жук в муравейнике».
Пандора расположена в системе с двумя звёздами. Имеет несколько спутников.

#### Тахорги
На планете Пандора обитает вымышленное существо тахорг (в повести «Улитка на склоне» именуется гиппоцетом). Отличается физической силой, высокой скоростью передвижения. Особенность психики тахоргов состоит в полном отсутствии чувства страха. Тахорги являются излюбленным объектом охоты космических туристов, а их черепа — предметом коллекционирования. Печень тахорга — деликатес. Цикл размножения тахоргов изучен недостаточно, в частности, никто не встречал их детёнышей. Нигде непосредственно не фигурируют, но упоминаются в следующих произведениях братьев Стругацких: «Беспокойство», «Малыш», «Попытка к бегству», «Обитаемый остров», «Парень из преисподней», «Жук в муравейнике».

#### Информация из повести «Беспокойство»
В повести «Беспокойство» действие происходит на Пандоре.  Но эта повесть была ранним вариантом «Улитки на склоне», в которой Пандора уже не упоминается.
Несмотря на нечеловеческие усилия служб безопасности, каждый год на Пандоре гибнут и калечатся десятки людей.
В пандорианских лесах сосуществуют по крайней мере две гуманоидные цивилизации. Первая — цивилизация деревень, её представители анатомически отличаются от землян только двумя (а не одной) ямками между ключицами. Находятся на низкой стадии развития, совершенно не знают металла и орудий нерастительного происхождения в целом, однако достигли определённых успехов в приручении насекомых (мух и муравьёв), а также в биологическом конструировании — выращивают одежду, домашнюю посуду (хотя в некоторых деревнях горшки лепят и из глины). Живут собирательством и — часть деревень — охотой. Земледелие имеет, очевидно, ритуальный характер.   

Вторая цивилизация, видимо, исторически не так давно выделилась из первой. Её характерным признаком является партеногенез. Так называемые «Славные Подруги» отказались от двуполого размножения и переселились в наполненные питательным раствором треугольные озёра — «города». Подруги достигли выдающихся успехов в биологическом моделировании, эффективно используют в своих интересах биологических роботов — мертвяков и рукоедов. В прошлом обе цивилизации, видимо, сотрудничали, с чем связано наличие в деревнях Слухачей — живых репродукторов информационной сети Подруг. В дальнейшем Подруги, получив власть над всем живым миром Пандоры, очевидно, сочли деревни для себя более не нужными. Мощная биологическая цивилизация Подруг активно проводит т. н. «разрыхление» с целью «одержания» и «слияния» — своего рода масштабное реконструирование планеты. К моменту действия повести «Беспокойство» осознание цели этих преобразований Подругами, видимо, уже утрачено. Агрессивная деятельность Подруг представляет реальную угрозу дальнейшему существованию традиционной цивилизации деревень, фактически обречённой на полное уничтожение.

### Панта
Упоминается в повести «Малыш».
Панта — планета под угрозой глобального природного катаклизма — взрыва её собственного солнца. Поскольку на планете проживали гуманоиды, находившиеся на племенной стадии развития, правительство Земли санкционировало перенос всего населения планеты на любую другую, ему подходящую (операция «Ковчег»). Изначально выбор пал на Ковчег, однако после обнаружения и там местной цивилизации коммунарам пришлось искать новый пункт назначения. Пантийцы описываются как высокие краснокожие гуманоиды, очень похожие на людей.

### Планета Крукса
Планета Крукса названа по имени первооткрывателя. Расположена в системе звезды ЕН92. Атмосфера насыщена углеводородами. Жизнь представлена простейшими и мелкими сухопутными рачками. Планета известна инцидентом, в котором охотник И. Харин (в более поздних версиях — Поль Гнедых, один из четверых аньюдинцев) подстрелил неизвестное крупное позвоночное существо, которое при попадании в него анестезирующей иглы взорвалось. Так как неоднократные последующие экспедиции не обнаружили на планете ничего крупнее рачков, Охотник считает, что убил звездолётчика неизвестной расы. И. Харин (Гнедых) мотивирует это тем, что взрыв мог произойти при попадании анестезирующей иглы в кислородные баллоны на спине у инопланетянина. Кислород очень активно реагирует на атмосферу планеты. (Препаратор доктор В. Эрмлер (в более поздних версиях — Александр Костылин, также один из аньюдинцев) единственный имеет доказательство этого, но, в отличие от И. Харина/П. Гнедых, скрывает своё мнение, утверждая, что Охотник забыл сменить термитный патрон на иглу.) Голова инопланетянина (единственная часть тела, которая не пострадала от огня) хранится в Кейптаунском музее ксенобиологии.

### Планета Синих Песков
Планета Синих Песков стала первой планетой на пути экспедиции «Таймыр». Во время вылазки на поверхность в районе экватора пропали все кибер-разведчики, погиб один из членов команды, а штурман Сергей Кондратьев сломал ногу.
Планета покрыта песками голубого цвета (отсюда такое название). В атмосфере бушуют бури, что делает попытку высадиться очень сложной. Вторая высадка на планету была произведена Леонидом Горбовским. Его десантный бот был посажен в районе северного полюса.

### Радуга
Радуга — вымышленная планета Мира Полудня. Описана в романе советских писателей братьев Стругацких «Далёкая Радуга».
Плотность населения один человек на миллион квадратных километров. Бедный животный и растительный мир. В основном покрыта степью, но есть и море.
На планете проводились эксперименты по нуль-транспортировке (нуль-Т), которые вызывали фонтаны и извержения. А иногда они приводили к появлению Волн — уничтожающих всё живое на своем пути сплошных потоков, распространяющихся по поверхности планеты от обоих полюсов в сторону экватора, в районе которого происходит их взаимное уничтожение с поглощением большого количества энергии. Группой учёных, занимающихся изучением волн, были созданы машины, отводящие энергию волн в поверхность планеты. В повести «Далекая Радуга» рассказано о появлении нового типа волн — П-Волны, которые люди не способны остановить. Дети и подростки были эвакуированы с планеты на десантном звездолёте «Тариэль-Второй». О судьбе населения Радуги ничего не известно, роман заканчивается на моменте, когда П-Волна подошла уже к Столице.
На самом деле, видимо, в тот раз на Радуге в итоге всё обошлось. Правда, выяснилось это только после публикации повести «Малыш» — в ней в 2161 году фигурирует живой Горбовский, а ведь он не улетел с Радуги на «Тариэле-II».
Как вариант — тот же Камилл погибал и возрождался по сюжету рассказа три раза в идущей волне (сначала раздавлен вертолётом, затем сгорал в волне, но потом вновь и вновь выходил на связь). Да и сам Горбовский отнёсся к этому спокойно: «три раза — рекорд». То ли это побочные эффекты нуль-физики, то ли вмешательство Странников (Камилл — один из загадочной чёртовой дюжины), то ли «далёких потомков», уже помогавшим космолётчикам по их рассказам в беде… Шутки ли это, байки пилотов, план Странников, или просто необъяснимая мистика или «чудо»…
Другая более распространенная версия предполагает, что Камилл - последний оставшийся в живых из 13-ти учёных, участников «Чёртовой Дюжины», которые пытались срастить себя с машинами, чтобы избавиться от слабостей, страстей и эмоций, а также получить неограниченные возможности совершенствования. Официально, опыт был признан неудачным.

### Ружена
Ружена — землеподобная планета в системе ВК-71016. Описывается в рассказе «Частные предположения», упоминается в повести «Возвращение (Полдень XXII век)», а также повести «Жук в муравейнике». Валентин Петров, капитан экспедиции к этой системе, назвал её в честь свой жены Ружены Насковой, однако планета не отплатила ему взаимностью: два члена экспедиции не вернулись на Землю, а сам Петров потерял левую руку.

### Саула
Саула — вымышленная обитаемая планета из повести братьев Стругацких «Попытка к бегству» (1962 год). Открыта 22 апреля 2250 года (юлианский день 2542967), названа в честь Саула Репнина, таинственного героя повести, необъяснимым образом перенёсшегося из нацистского концлагеря в XXII век. Является второй из четырёх планет системы ЕН 7031, жёлтого карлика, находящегося на расстоянии около 150 парсеков от Солнца и входящего в список звёзд, лежащих на гипотетическом пути Странников (список Горбовского — Бадера). Саула землеподобна, обладает кислородной атмосферой и тремя спутниками, находится на расстоянии полутора астрономических единиц от звезды, сутки составляют 28 часов, масса 1,1 земной. Два материка — один расположен вдоль экватора, другой у полюса. Из известных форм жизни там обитают нелетающие хищные птицы (наподобие фороракосов), окрещённые одним из героев повести «самсончиками», и существа, похожие на безрогих оленей. Местные жители внешне неотличимы от людей, имеют раннефеодальную культуру. Язык рядом признаков (например, окончаниями и союзами) отдалённо напоминает японский. Так было изначально задумано и предложено Аркадием Стругацким, японистом по образованию.

### Тагора
Тагора — родная планета тагорян, или тагорцев, негуманоидной разумной расы, оказавшейся условно первой, с которой (предположительно, в 2122 г.) установила контакт Земля. В 2124 г. состоялась расшифровка тагорянского языка, были установлены дипломатические отношения.
Из географии планеты известно только существование на ней Приполярного континента. Общепланетарное государство официально именуется Единая (Великая) Тагора. Жители исповедуют технологическое развитие цивилизации. Важнейшую роль в экономике и социальной жизни тагорян играют так называемые Большие Машины с до конца неясными для землян возможностями и назначением. Развитием науки и технологии на планете руководит Лабораториум (академия наук) Великой Тагоры. Айзек Бромберг в своём знаменитом «Меморандуме Бромберга» («ВГВ») так характеризует цивилизацию Тагоры: «Мы сейчас знаем три цивилизации, полагающих себя благополучными… Тагоряне. Цивилизация гипертрофированной предусмотрительности. Три четверти всех мощностей направлено у них на изучение вредных последствий, каковые могут проистечь из открытия, изобретения, нового технологического процесса и так далее. Эта цивилизация кажется нам странной только потому, что мы неспособны понять, настолько это интересно — предотвращать вредные последствия, какую массу интеллектуального и эмоционального наслаждения это даёт. Тормозить прогресс так же увлекательно, как и творить его — все зависит от исходной установки и от воспитания. В результате транспорт у них только общественный, авиации никакой, зато прекрасно развита проводная связь».
У тагорских учёных существуют специализации и научные степени, сопоставимые с земными, их ксенологи на земле аккредитуются при Московском университете. Также на Тагоре имеется организация, контролирующая развитие технологии и науки и аналогичная земному КОМКОНУ-2 (в 2138 г. её возглавлял «высокопочтенный доктор Ас-Су»).
В первые десятилетия после контакта Земля пыталась подвергнуть Тагору тайной прогрессорской обработке. В «Попытке к бегству» отмечается, что на Тагоре действует земной резидент (или шпион) по имени Бенни Дуров — прогрессор, тайно изучающий технологию тагорян. А. Бромберг называет людей, желающих форсировать прогресс Тагоры, «подмикитчиками». «Сейчас (то есть в 2199 г.) уже все поняли, что расталкивать под микитки такие в своем роде совершенные цивилизации — занятие столь же бессмысленное и бесперспективное, как пытаться ускорить рост дерева, таща его вверх за ветки».
Противоречие: в первых романах цикла Стругацкие описывали тагорян как гуманоидов, однако затем решили, что их удобнее представлять негуманоидами (в «Парне из преисподней» упоминается планета, на которой сначала обнаружили неразумных гуманоидов, а после этого «несомненно разумную, но совершенно нечеловеческую цивилизацию», — возможно, тагорян-насекомых). Оказывается, поначалу все тагоряне проходили неразумную личиночную стадию развития, но в результате успехов генной инженерии, достигнутых во время Великой Генетической Революции, они стали развиваться, минуя личиночную стадию.
Тагоряне, как правило, небольшого в сравнении с землянами роста и нормально чувствуют себя в земных условиях и даже способны употреблять земные продукты; могут поддерживать нормальные и даже дружеские отношения с отдельными землянами. Правительство Тагоры на Земле представляет Высокий Посол Единой Тагоры, придерживающийся принятых на Земле норм дипломатического права и международного обычая. Также известно о пребывании на Земле официальной сети «наблюдателей Тагоры».
Конфликт с земной цивилизацией у Великой Тагоры возник в 2138 г. Тагоряне исключительно осторожно относились к возможности попасть под контроль какой-нибудь более высокоразвитой цивилизации (например, Странников). По этой причине с 2138 по 2163 год Тагора прервала дипломатические контакты с Землёй, опасаясь, что земляне, инициировав развитие «подкидышей», станут марионетками в руках высшей цивилизации (см. «Жук в муравейнике»). Все земляне, работавшие на Тагоре, были вынуждены вернуться на Землю. Все тагорцы вернулись домой, даже с планет человеческой периферии. Контакты возобновились лишь после того, как тагоряне убедились в благоразумной политике Мирового Совета по отношению к «подкидышам». В свою очередь тагоряне уничтожили все 203 личинки «подкидышей»-тагорян, оставленных на Тагоре и найденных приблизительно в 1988 г. по земному летоисчислению. В конце XXII века земные учёные считали, что технологическая цивилизация Тагоры находится в состоянии длительного, системного кризиса, выражавшегося в снижении темпов научного прогресса. Однако сами тагоряне данного убеждения не разделяют.

### Тисса
Тисса — планета в системе ЕН-63061, в основном известная лишь благодаря инциденту, произошедшему на ней в 2193 году с отрядом исследователей из ГСП. По неясным причинам члены отряда долгое время не могли установить радиосвязь ни с одной человеческой планетой или кораблём, кроме их собственного, автоматика которого отвечала на все запросы, что Земля и все её колонии были уничтожены глобальными катаклизмами, а они сами теперь — единственные оставшиеся во Вселенной люди. После того как отряд был обнаружен спасателями, психологи заявили, что это был случай временного помешательства или массовое внушение. Тисса упоминается только в романе «Волны гасят ветер».
Открыта в 2193 году НЭ

### Юпитер
Описан в рассказе «Путь на Амальтею».
На спутниках Юпитера Амальтее и Каллисто есть планетологические станции.
Теорию строения Юпитера разработал ученый, директор планетологической станции на Амальтее Кангрен. Впервые войти в экзосферу планеты и выйти из нее обратно удалось экипажу транспортного грузовика «Тахмасиб» под руководством Алексея Быкова.

#### Природные явления вэкзосфереЮпитера
Свечение металлического водорода
Они стали смотреть в перископы. «Тахмасиб» плавал в пустоте, заполненной розовым светом. Не видно было ни одного предмета, никакого движения, на котором мог бы задержаться взгляд. Только ровный розовый свет. Казалось, что смотришь в упор на фосфоресцирующий экран. После долгого молчания Юрковский сказал:
— Скучно.
Он поправил подушки и снова лег на спину.

— Этого еще никто не видел, — сказал Дауге. — Это свечение металлического водорода.
Экзосферные протуберанцы
Жилин поглядел. Глубоко внизу из коричневой глади странным призраком выплыл исполинский белесый бугор, похожий на чудовищную поганку. Он медленно раздавался вширь, и можно было различить на его поверхности шевелящийся, словно клубок змей, струйчатый узор.
— Экзосферный протуберанец, — сказал Быков. — Большая редкость, кажется. Жалко, надо бы ребятам показать.
Он имел в виду планетологов. Бугор вдруг засветился изнутри дрожащим сиреневым светом.

Жилин вытравил еще немного троса, не спуская глаз с протуберанца. Сначала ему показалось, что «Тахмасиб» летит прямо на протуберанец, но через минуту он понял, что корабль пройдет гораздо левее. Протуберанец оторвался от коричневой глади и поплыл в розовое марево, волоча за собой клейкий хвост желтых прозрачных нитей. В нитях опять вспыхнуло сиреневое зарево и быстро погасло. Протуберанец растаял в розовом свете.
Гудящие шары
Низкий, едва слышный гул доносился откуда-то, волнообразно нарастая и снова затихая, словно гудение гигантского шмеля. Гул перешел в жужжание, стал выше и смолк.
— Что это? — спросил Дауге.
— Не знаю, — отозвался Юрковский вполголоса. Он сел. — Может быть, это двигатель.
— Нет, это оттуда. — Дауге махнул рукой в сторону перископов. — Ну-ка… — он опять прислушался, и снова послышалось нарастающее гудение.
— Надо поглядеть, — сказал Дауге. Гигантский шмель смолк, но через секунду загудел снова. Дауге поднялся на колени и уткнулся лицом в нарамник перископа, — Смотри! — закричал он.
Из желто-розовой бездны поднимались огромные радужные шары. Они были похожи на мыльные пузыри и переливались зеленым, синим, красным. Это было очень красиво и совершенно непонятно. Шары поднимались из пропасти с низким нарастающим гулом, быстро проносились и исчезали из поля зрения. Они все были разных размеров, и Дауге судорожно вцепился в рубчатый барабан дальномера. Один шар, особенно громадный и колыхающийся, прошел совсем близко. На несколько мгновений обсерваторный отсек заполнился нестерпимо низким, зудящим гулом, и планетолет слегка качнуло.
Пузыри исчезли.
— Вот, — сказал Дауге. — Диаметры: пятьсот, девятьсот и три тысячи триста метров. Если, конечно, здесь не искажается перспектива. Больше я не успел. Что это может быть?

— Пузыри в газе, — сказал Дауге. — А впрочем, какой это газ — плотность как у бензина…
Миражи
В розовой пустоте висел планетолет. Он был виден совершенно отчетливо и во всех подробностях и находился, по-видимому, километрах в трех от «Тахмасиба». Это был фотонный грузовик первого класса с параболическим отражателем, похожим на растопыренную юбку, с круглой жилой гондолой и дисковидным грузовым отсеком, с тремя сигарами аварийных ракет на далеко вынесенных кронштейнах. Он висел вертикально и совершенно неподвижно. И он был серый, как на экране черно-белого кино.
— О, — сказал Моллар. — А вон еще один.
Второй планетолет — точно такой же — висел дальше и глубже первого.

Это был двойной мираж. Несколько радужных пузырей стремительно поднялись из глубины, и призраки «Тахмасиба» исказились, задрожали и растаяли. А правее и выше появились еще три призрака.
Кладбище миров
Юрковский заглянул в перископ. Не может быть, подумал он. Этого не может быть. Не тут, не в Юпитере. Под «Тахмасибом» медленно проплывала вершина громадной серой скалы. Основание ее тонуло в розовой дымке. Рядом поднималась другая скала — голая, отвесная, изрезанная глубокими прямыми трещинами. А еще дальше вырастала целая вереница таких же острых крутых вершин. И тишина в обсерваторном отсеке сменилась скрипами, шорохами, едва слышным гулом, похожим на эхо далеких-далеких горных обвалов.
Выше скалистых зубьев выступил темный бесформенный силуэт, вырос, превратился в изъеденный обломок черного камня и снова скрылся. Сейчас же за ним вслед появился другой, третий, а вдали, едва различимая, бледным пятном светилась округлая серая масса. Горный хребет внизу постепенно опускался и исчез из виду. Юрковский, не отрываясь от перископа, поднес к губам микрофон. Было слышно, как у него хрустнули суставы.
Вдали прошла поразительно ровная, словно отполированная поверхность — огромная равнина, окаймленная невысокой грядой круглых холмов. Прошла и утонула в розовом.

За перископом проплывала еще одна горная страна. Она плыла высоко вверху, и вершины гор были обращены вниз. Это было дикое, фантастическое зрелище, и Юрковский подумал сначала, что это опять мираж, но это был не мираж. Тогда он понял и сказал: «Это не ядро, Иоганыч. Это кладбище». Дауге не понял. «Это кладбище миров, — сказал Юрковский. — Джуп проглотил их».

### Яйла
Яйла — ещё более суровая и опасная версия Пандоры. Печально известная своей чудовищной фауной (к примеру, дракон Яйлы — предположительно, рептилия с невероятными способностями к регенерации) и непроходимыми джунглями и болотами, эта планета, как правило, считается ещё одним планетарным курортом, но лишь самые смелые и опытные охотники отваживаются посещать Яйлу.

## Спутники и станции

### Амальтея(спутник Юпитера)
Упоминается в рассказах «Путь на Амальтею».

На Амальтее находится планетологическая станция, «Джей-станция», директор станции – ученый Кангрен. Биосфера на Амальтее отсутствует.
Амальтея, сплюснутый шар диаметром в сто тридцать километров, состоит из сплошного льда. Это обыкновенный водяной лед, совершенно такой же, как на Земле. И только на поверхности лед немного присыпан метеоритной пылью и каменными и железными обломками. О происхождении ледяной планетки никто не мог сказать ничего определенного. Одни — мало осведомленные в космогонии — считали, что Юпитер в оные времена содрал водяную оболочку с какой-нибудь неосторожно приблизившейся планеты. Другие были склонны относить образование Пятого спутника за счет конденсации водяных кристаллов. Третьи уверяли, что Амальтея вовсе не принадлежала к Солнечной системе, что она вышла из межзвездного пространства и была захвачена Юпитером. Но как бы то ни было, неограниченные запасы водяного льда под ногами — это большое удобство для «Джей-станции» на Амальтее.

### Джей-станция
Планетологическая станция на Амальтее. Директор станции – ученый Кангрен. Упоминается в рассказе «Путь на Амальтею».
Планетологическая станция на Амальтее представляла собой научный городок в несколько горизонтов, вырубленный в толще льда и залитый металлопластом. Здесь жили, и работали, и учились, и строили около шестидесяти человек.
Есть спортивные залы, бассейны, столовая. Из-за того, что на Амальтее почти нет силы тяжести, передвигаться по станции приходится в магнитных башмаках.
В конце концов, конечно, привыкаешь, но первое время кажется, будто тело надуто водородом и так и норовит выскочить из магнитных башмаков. И особенно трудно привыкнуть спать.

### Каллисто(спутник Юпитера)
Упоминается в рассказе «Путь на Амальтею», «Чрезвычайное происшествие».
Каллисто, четвертый спутник Юпитера. Есть планетологическая станция. Из-за наличия на Каллисто биосферы продовольствие и растения периодически погибают от грибка, средств предотвратить проникновение грибка в жилые отсеки не найдено.

#### Обитатели
Грибок с Каллисто. Описан в рассказе «Путь на Амальтею».
...Это очень интересный грибок. Он проникает через любые стены и пожирает все съедобное — хлеб, консервы, сахар. Хлореллу он пожирает с особой жадностью. Иногда он поражает человека, но это совсем не опасно. Сначала этого очень боялись, и самые смелые менялись в лице, обнаружив на коже характерный, немного скользкий налет. Но грибки не причиняли живому организму ни боли, ни вреда. Говорили даже, что они действуют как тонизирующее. Зато продовольствие они уничтожают в два счета.
Сиреневые паучки . Описаны в рассказе «Чрезвычайное происшествие».

Место обитания – Каллисто, спутник Юпитера.
Три года назад Виктор Борисович участвовал в спасении экспедиции на Каллисто. В экспедиции было пять человек — два пилота и трое ученых, — и они занесли в свой корабль протоплазму ядовитой планетки. Коридоры корабля были затянуты клейкой прозрачной паутиной, под ногами хлюпало и чавкало, а в рубке лежал в кресле капитан Рудольф Церер, белый и неподвижный, и лохматые сиреневые паучки бегали по его губам

### Пояс астероидов (между орбитой Марса и Юпитера)

#### Обитатели
Восьминогие мухи – описаны в рассказе «Чрезвычайное происшествие».
Место обитания: споры – за орбитой Марса, в поясе астероидов, живые особи – в азотно-кислородной атмосфере. Могут миллионы лет находится в космическом пространстве пока не найдут благоприятные условия для жизни.
«…Исследователи сообщают о межзвездном планктоне, о спорах неведомой жизни в Пространстве. Протяженные скопления их встречаются только за орбитой Марса. Происхождение их до сих пор остается неясным…»
Тело и крылья черные, восемь ног, без глаз, жужжит громко как шмель. Ни имеет рта, пищевода, ни внутренних органов. Небелковая жизнь. Очень быстро размножаются, клетка мухи содержит в себе зародыш новой мухи, таким образом, новые мухи появляются прямо из клеток старых.
Штурман сидел наклонившись, сдерживая дыхание, и глядел не отрываясь на дохлую муху. На бывшую дохлую муху. Было видно, как шевелится черная голая нога мухи. Если присмотреться — она вся покрыта мельчайшими порами, и из каждой поры торчит головка микроскопической мушки. Они вылезали прямо из тела. Вот почему они так быстро размножаются, подумал Виктор Борисович. Они просто вылезают друг из дружки. Каждая клетка несет в себе зародыш. Эту муху просто нельзя убить. Она возрождается стократно повторенная
Состав мухи: кислород, азот, в очень малых количествах кальций, водород и углерод. Питаются воздухом (кислородом и азотом). Если размножению мух не мешать, они будут размножаться до тех пор, пока не съедят весь воздух в атмосфере.
Муху невозможно уничтожить никаким известным дезинсектором. Живые особи гибнут в водородной атмосфере, воде и вакууме.

По предположению биолога Малышева, мухи могут широко применяться в промышленности:
…Представьте себе завод без машин и котлов. Гигантские инсектарии, в которых с неимоверной быстротой плодятся и развиваются миллиарды наших мух. Сырье — воздух. Сотни тонн первоклассной неорганической клетчатки в день. Бумага, ткани, покрытия… А вы говорите — в реактор.

### Титан (спутник Сатурна)
Титан — спутник Сатурна, быстро вращается и обладает темной беспокойной атмосферой.
Упоминается в рассказе «Чрезвычайное происшествие». Есть база планетологов, также на Титане добывают минерал эрбий.
Имеет нефтяной океан, в котором водятся живые существа (Улитка с Титана).

#### Обитатели
Улитка — жирный синий слизняк в многостворчатой раковине, обитает в нефтяном океане Титана. В рассказе «Чрезвычайное происшествие» биолог Малышев вез улитку с Титана на Землю, но она погибла.

### Цифэй (искусственный спутникЛуны)
Упоминается в рассказах «Испытание СКИБР», «Частные предположения».

Внеземная станция, спутник Луны. Служит стартовой площадкой для звездолетов, уходящих в межзвездное пространство.
- Стартуем с «Цифэя», — объявил он.
— Где это?
— Внеземная станция. Спутник Луны.
— Вот как, — сказал я. — Я думал, Цифэй — это созвездие.

— Созвездие — это Цефей, — пояснил он. — А «цифэй» по-китайски значит «старт». Собственно, это стартовая площадка для фотонных кораблей.
На «Цифэе» нет силы тяжести, поэтому посетителей обувают в ботинки с магнитными подковами.
Ночь шла на убыль. Туман над Серой Топью стал плотнее, небо на востоке посветлело. Над бледными тенями далекого горного хребта висела яркая звезда — искусственный спутник «Цифэй», с которого фотонный исполин Быкова будет стартовать в межзвездное пространство